# General Motors EV1
General Motors EV1 – elektryczny samochód osobowy klasy kompaktowej produkowany i leasingowany przez General Motors w latach 1996 – 1999.

## Historia i opis modelu

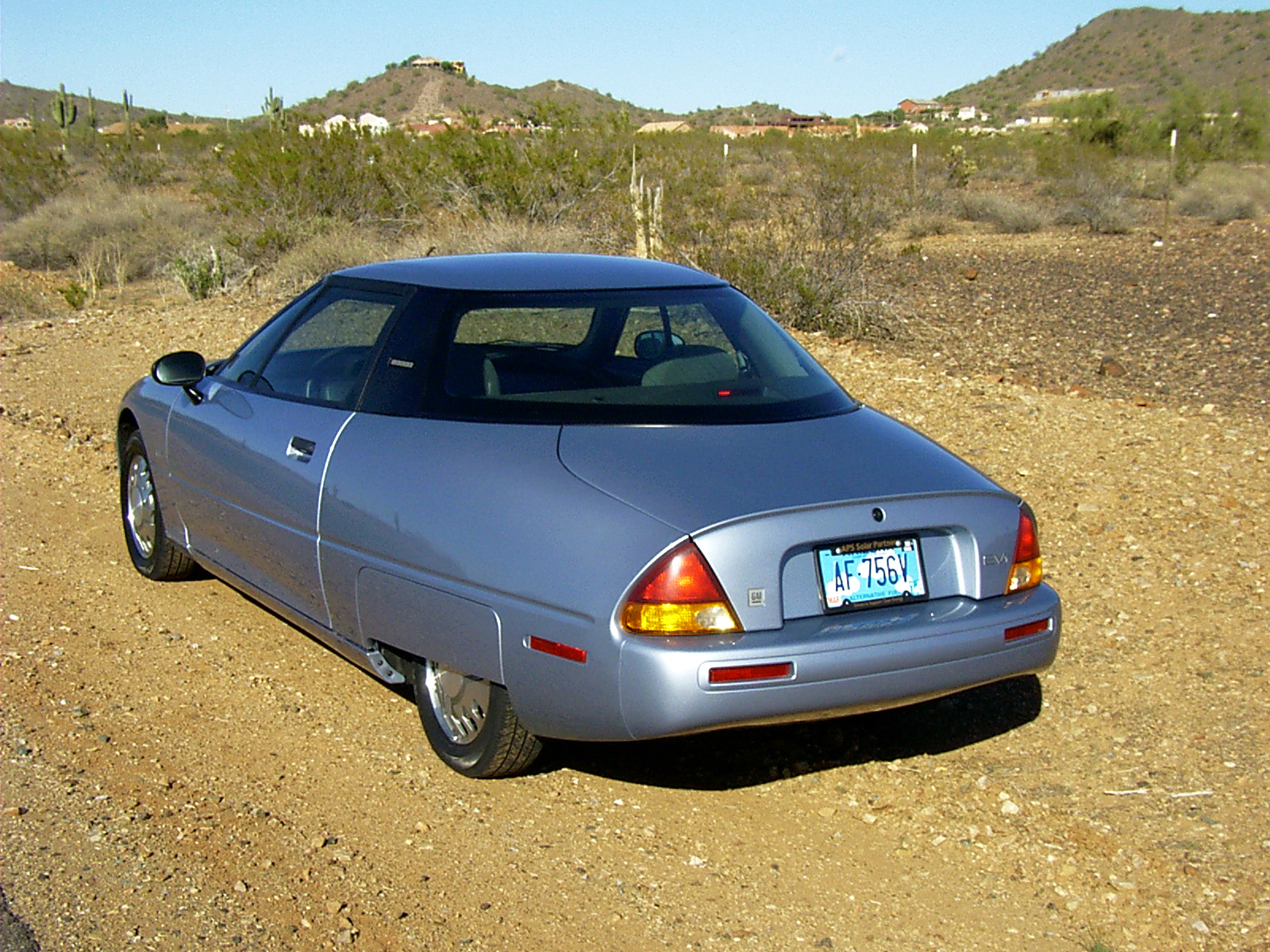
General Motors EV1 - tył

Decyzja o masowej produkcji samochodu elektrycznego została podjęta po uzyskaniu przez GM pozytywnych opinii o koncepcyjnym samochodzie elektrycznym 1990 Impact, na którym w znacznym stopniu wzorowany był EV1. Zainspirowana samochodem, Kalifornijska Rada Zasobów Powietrza (ang. California Air Resources Board, CARB) opracowała wymogi dla tzw. Zero-emissions vehicle (ZEV), które zaczęły następnie obowiązywać siedmiu głównych producentów samochodów w Stanach Zjednoczonych.

### Sprzedaż
EV1 był dostępny za pośrednictwem ograniczonych, wyłącznie leasingowych umów, początkowo dla mieszkańców Los Angeles w stanie Kalifornia oraz Phoenix i Tucson w stanie Arizona. Osoby dzierżawiące EV1 były oficjalnymi uczestnikami tzw. "udoskonalania przez użytkowanie" oraz analizy rynku pod względem możliwości produkcji i marketingu podmiejskiego pojazdu elektrycznego na wybranych rynkach USA, podlegających pod grupę GM, zajmującą się technologicznie zaawansowanymi pojazdami (Advanced Technology Vehicles). Samochody nie były dostępne w sprzedaży oraz mogły być serwisowane jedynie przez wybranych dealerów Saturn Corporation. W ciągu roku od ukazania się na rynku EV1, programy leasingowe zostały uruchomione w San Francisco i Sacramento w stanie Kalifornia, jak również w ograniczonym zakresie w Georgii. 

### Koniec produkcji i kontrowersje
Podczas gdy reakcja klientów była pozytywna, GM uznało elektryczne samochody za nieopłacalną niszę na rynku samochodowym, co zakończyło się kasacją wszystkich egzemplarzy bez zważania na protesty klientów. Ponadto sojusz głównych producentów samochodów zaskarżył regulacje wprowadzone przez CARB, czego następstwem było złagodzenie wymogów ustawy ZEV poprzez zezwolenie produkcji pojazdów niskoemisyjnych, na gaz oraz hybrydowych w miejsce samochodów elektrycznych. Program EV1 został całkowicie wycofany w 2002 roku, a wszystkie użytkowane samochody zostały odzyskane przez GM. Osoby leasingujące nie otrzymały szansy, aby wykupić swoje samochody od producenta, który powoływał się na regulacje w zakresie świadczenia usług i odpowiedzialności cywilnej. Większość odzyskanych samochodów została zniszczona, a reszta, z wyłączonymi układami napędowymi, została przekazana muzeom i instytucjom naukowym z zastrzeżeniem, iż nie można ich ponownie uruchamiać oraz użytkować na drogach.
Przerwanie programu EV1 wciąż budzi kontrowersje. Entuzjaści samochodów elektrycznych, grupy pro-środowiskowe oraz osoby, które w przeszłości korzystały z leasingu EV1 oskarżają GM o świadome doprowadzenie projektu elektrycznego samochodu do porażki w celu uniknięcia potencjalnych strat w sprzedaży części zamiennych (sprzedaż wymuszona przez regulacje rządowe) oraz zrzucenie winy na przemysł naftowy, rzekomo spiskujący przeciwko samochodowi elektrycznemu. Wskutek opisanej powyżej polityki koncernu, nienaruszony i działający EV1 jest obecnie jednym z najrzadszych samochodów z lat 90. XX wieku.